# Bulbophyllum ventriosum
Bulbophyllum ventriosum är en orkidéart som beskrevs av Joseph Marie Henry Alfred Perrier de la Bâthie. Bulbophyllum ventriosum ingår i släktet Bulbophyllum och familjen orkidéer. Inga underarter finns listade i Catalogue of Life.